# Botanischer Garten der Universität Konstanz

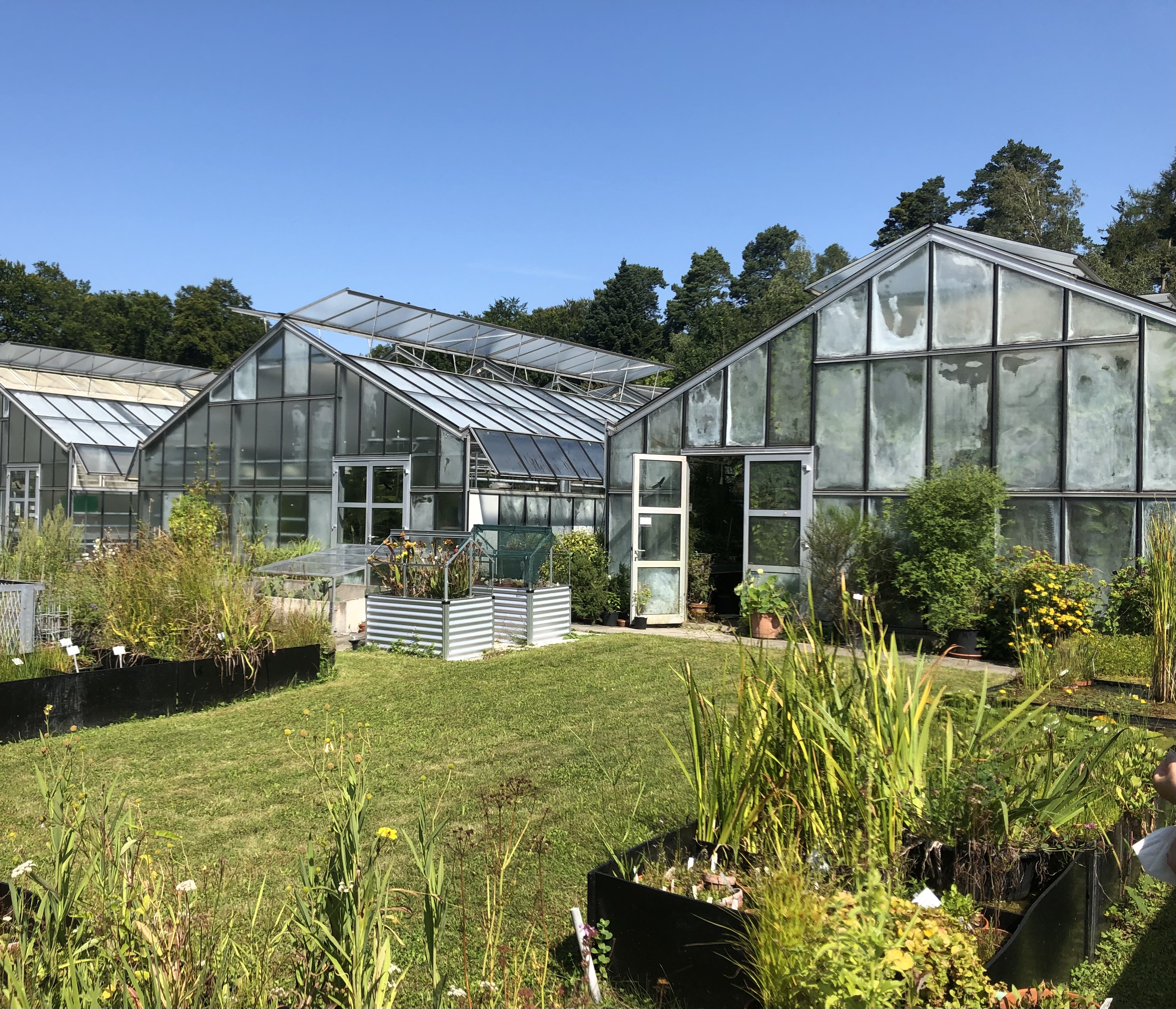
Botanischer Garten der Universität Konstanz

Der Botanische Garten der Universität Konstanz ist ein Botanischer Garten, unterhalten von der Universität Konstanz. Er liegt rund 250 Meter nordwestlich des Parkplatzes Nord der Universität in Konstanz, Baden-Württemberg, Deutschland und ist 1,5 Hektar groß. Er ist an Werktagen eintrittsfrei geöffnet. Regelmäßige öffentliche Führungen finden an jedem ersten Sonntag eines Monats statt.

## Geschichte
Der Gartenbau wurde 1972 begonnen, wobei die ersten Gewächshäuser 1982 fertiggestellt wurden. Weitere Gewächshäuser wurden 1993 errichtet. Der Außenbereich wurde 1997 neu gestaltet und bepflanzt.

## Sammlung
Heute bietet der Garten ungefähr 1400 Arten. Im deutschsprachigen Raum ist der Botanische Garten bekannt für seine umfangreiche Sammlung an Wildkräutern der Äcker, Weinberge und Ruderalstellen. Etwa 400 Arten werden Jahr für Jahr angezogen, darunter viele in der Landschaft bereits weiträumig verschwundene Sippen. Hinzu kommen Erhaltungskulturen seltener Arten der Bodenseeregion, speziell des Bodensee-Strandrasens und der Riedwiesen. Ziel ist eine Bestandssicherung der lokalen Populationen. 
Seltene Arten aus der Bodenseeregion sind unter anderem Anacamptis coriophora, Armeria purpurea (Bodensee-Sippe), Blysmus compressus, Deschampsia rhenana, Erucastrum nasturtiifolium, Globularia punctata, Gratiola officinalis, Littorella uniflora, Myosotis rehsteineri, Ranunculus reptans und Samolus valerandi.
Das Freiland umfasst außerdem umfangreiche Forschungsflächen des Lehrstuhls für Pflanzenökologie, an dem vor allem invasionsbiologischen Fragen nachgegangen wird, sowie eine pflanzensystematische Abteilung für die Lehre, eine Sumpfpflanzensammlung und mediterrane Kübelpflanzen. Das Personal unterhält zudem zwei Lehrpfade zu den Themen Waldökologie und Invasionsbiologie.
Die Gewächshäuser beinhalten eine Sammlung tropischer Feldfrüchte, Pflanzen mit besonderen Tier-Pflanzen-Beziehungen, invasive Pflanzen der Tropen und eine Parzelle mit Beispielen zu wichtigen botanischen Fachbegriffen. Des Weiteren zählt ein Sukkulentenhaus zur Sammlung, sowie ein Kalthaus in dem kanarische Pflanzen, Fleischfressende Pflanzen und seltene Koniferen der Südhalbkugel untergebracht sind.

## Forschung
Der Botanische Garten dient vornehmlich der Forschung und Lehre: Der Lehrstuhl Pflanzenphysiologie arbeitet vornehmlich mit Arabidopsis thaliana, der Lehrstuhl Pflanzenökologie mit großen Sets invasiver und nicht invasiver Gewächse. Es finden diverse Kurse und Übungen im Garten statt.